# Adler (herb szlachecki)
Adler – polski herb szlachecki, nadany w zaborze austriackim.

## Opis herbu
Opis stworzony zgodnie z klasycznymi regułami blazonowania:
Na tarczy dwudzielnej w pas w polu górnym złotym orzeł czarny, w polu dolnym błękitnym łódź czerwona z żaglem srebrnym, płynąca w lewo po falach w barwie naturalnej. W klejnocie nad hełmem w koronie ramię zbrojne z mieczem na cieniu orła szarym. Labry z prawej czarne, podbite złotem, z lewej błękitne, podbite srebrem.

## Najwcześniejsze wzmianki
Nadany Janowi Chrzcicielowi Adlerowi − C.k. dolnoaustriackiemu radcy i dyrektorowi dyrekcji tabacznej i jego bratankowi Franciszkowi − sekretarzowi administracji tabacznej we Lwowie 19 lutego 1796 roku z przydomkiem von Lilienburn.

## Herbowni
Jeden ród herbownych:
Adler Edler von Lilienburn.